# Cuzac
Cuzac település Franciaországban, Lot megyében. Lakosainak száma 242 fő (2022. január 1.). Cuzac Asprières, Bouillac, Capdenac, Felzins és Lentillac-Saint-Blaise községekkel határos.

## Népesség
A település népességének változása:
| Lakosok száma | 207  | 245  | 220  | 221  | 244  | 245  | 241  | 235  | 238  | 242  |
|               | 1968 | 1982 | 1990 | 2006 | 2013 | 2015 | 2017 | 2019 | 2020 | 2022 |